# Philine sinuata
Philine sinuata är en snäckart som beskrevs av William Stimpson 1851. Philine sinuata ingår i släktet Philine och familjen havsmandelsnäckor. Inga underarter finns listade i Catalogue of Life.